# Sątopy (Bisztynek)
 Sątopy (deutsch Santoppen) ist ein Dorf in der polnischen Woiwodschaft Ermland-Masuren. Es gehört zur Gmina Bisztynek (Stadt- und Landgemeinde Bischofstein) im Powiat Bartoszycki (Kreis Bartenstein).

## Geographische Lage
Das Kirchdorf liegt in der historischen Region Ostpreußen, neun Kilometer westlich der Stadt Reszel (deutsch Rößel) und 25 Kilometer südöstlich der Kreisstadt Bartoszyce (Bartenstein).

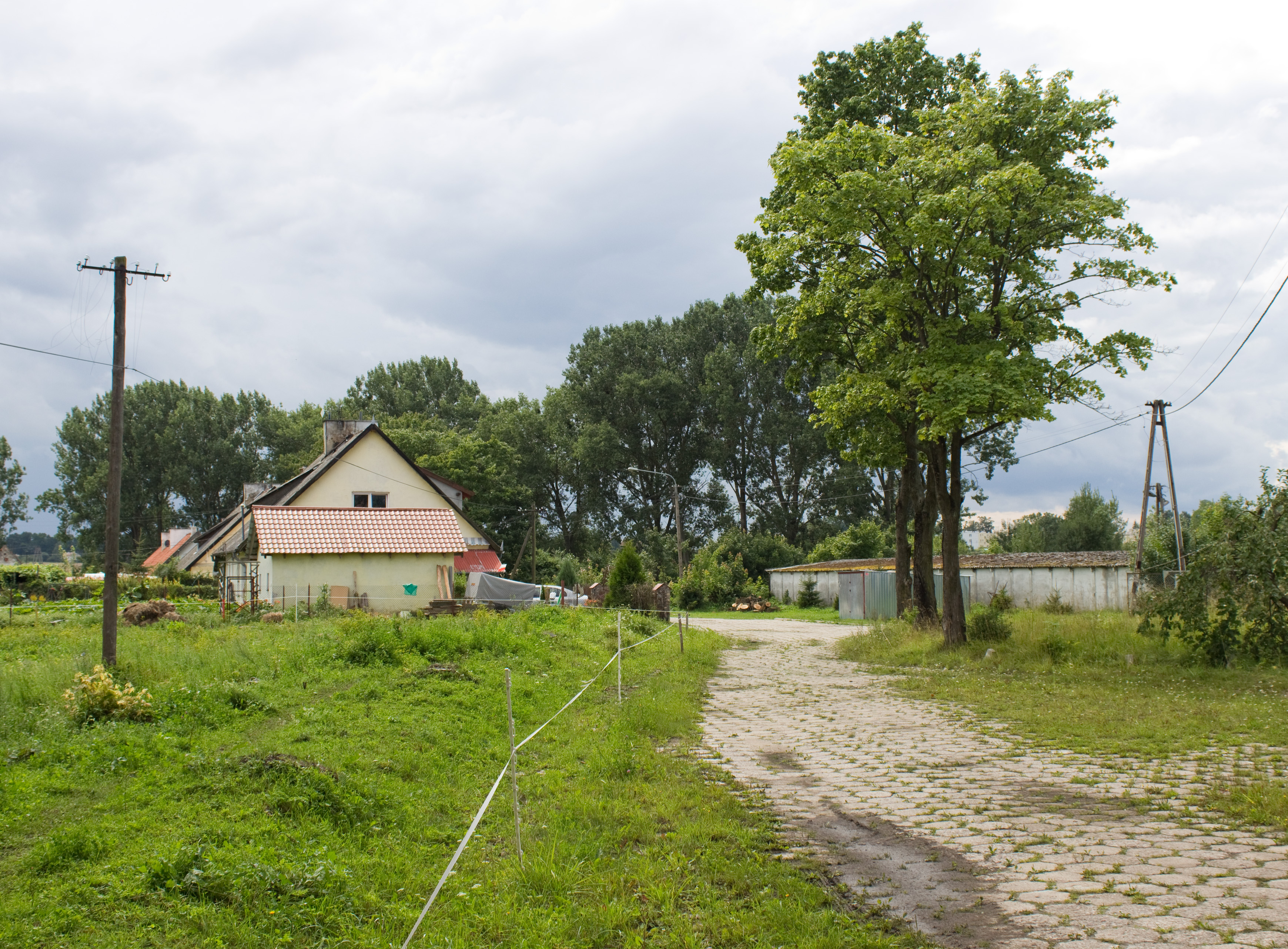
Dorfansicht

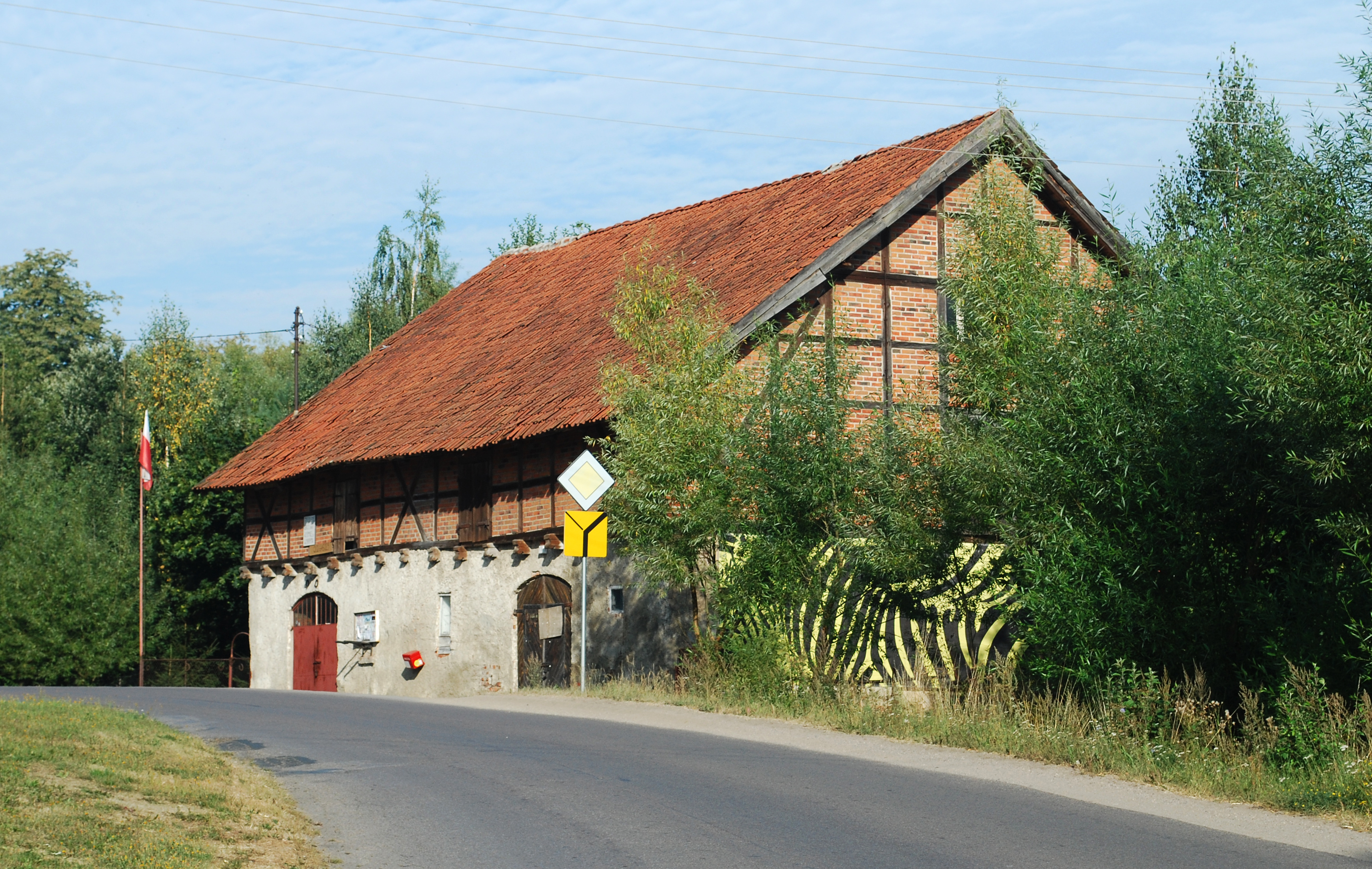
Bauernhaus im Dorf

## Geschichte

### Ortsgeschichte
Im Jahre 1337 wurde Santoppen gegründet. Am 9. Juli 1875 wurde der Ort Amtsdorf und namensgebend für einen Amtsbezirk, der bis 1945 bestand und zum Kreis Rößel im Regierungsbezirk Königsberg (ab 1905: Regierungsbezirk Allenstein) in der preußischen Provinz Ostpreußen gehörte. 1928 wurde die Ortschaft Rosenorther Wald des Gutsbezirk Rosenorth (polnisch Koprzywnik, nicht mehr existent) nach Santoppen eingegliedert.
Aufgrund der Bestimmungen des Versailler Vertrags stimmte die Bevölkerung in den Volksabstimmungen in Ost- und Westpreußen am 11. Juli 1920 über die weitere staatliche Zugehörigkeit zu Ostpreußen (und damit zu Deutschland) oder den Anschluss an Polen ab. In Santoppen stimmten 420 Einwohner für den Verbleib bei Ostpreußen, auf Polen entfielen keine Stimmen.
Im Jahr 1945 gehörte die Landgemeinde Santoppen zum Kreis Rößel im Regierungsbezirk Allenstein im Gau Ostpreußen des Deutschen Reichs.
Gegen Ende des Zweiten Weltkriegs wurde die Region im Frühjahr 1945 von der Roten Armee  besetzt. Anschließend wurde Santoppen zusammen mit der gesamten südlichen Hälfte Ostpreußens von der Sowjetunion besatzungsrechtlich der Volksrepublik Polen zur Verwaltung überlassen. In der Folgezeit wurde die einheimische Bevölkerung von der polnischen Administration aus dem Kreisgebiet vertrieben.
Das Dorf erhielt die polnische Namensform „Sątopy“ und ist heute eine Ortschaft im Verbund der Stadt- und Landgemeinde Bisztynek (Bischofstein) im Powiat Bartoszycki (Kreis Bartenstein), bis 1998 der Woiwodschaft Olsztyn, seither der Woiwodschaft Ermland-Masuren zugehörig.

### Einwohnerzahlen
| Jahr | Anzahl |
| ---- | ------ |
| 1820 | 375    |
| 1885 | 556    |
| 1905 | 558    |
| 1910 | 622    |
| 1933 | 564    |
| 1939 | 563    |
| 2011 | 1220   |

### Amtsbezirk Santoppen (1874–1945)
Zum Amtsbezirk Santoppen gehörten anfangs acht kommunale Einheiten. Aufgrund struktureller Veränderungen waren es am Ende noch vier:
| Deutscher Name     | Polnischer Name     | Bemerkungen                      |
| ------------------ | ------------------- | -------------------------------- |
| Heinrichsdorf      | Wojkowo             |                                  |
| Niederhof          | Nisko               | 1928 nach Tollnigk eingemeindet  |
| Niedermühl         | Niski Młyn          | nach Santoppen eingemeindet      |
| Rheinmühl          | Ryński Młyn         | nach Santoppen eingemeindet      |
| Rosenorth          | Koprzywnik          | 1928 nach Schellen eingemeindet  |
| Rosenschön         | Nowa Wieś Reszelska |                                  |
| Santoppen          | Sątopy              |                                  |
| Schwedhöfen        | Świdówka            | 1928 nach Tornienen eingemeindet |
| ab 1930: Bischdorf | Sątopy-Samulewo     | vor 1930 im Amtsbezirk Bischdorf |

Am 1. Januar 1945 gehörten noch Bischdorf, Heinrichsdorf, Rosenschön und Santoppen zum Amtsbezirk Santoppen.

## Kirche

### Kirchengeschichte

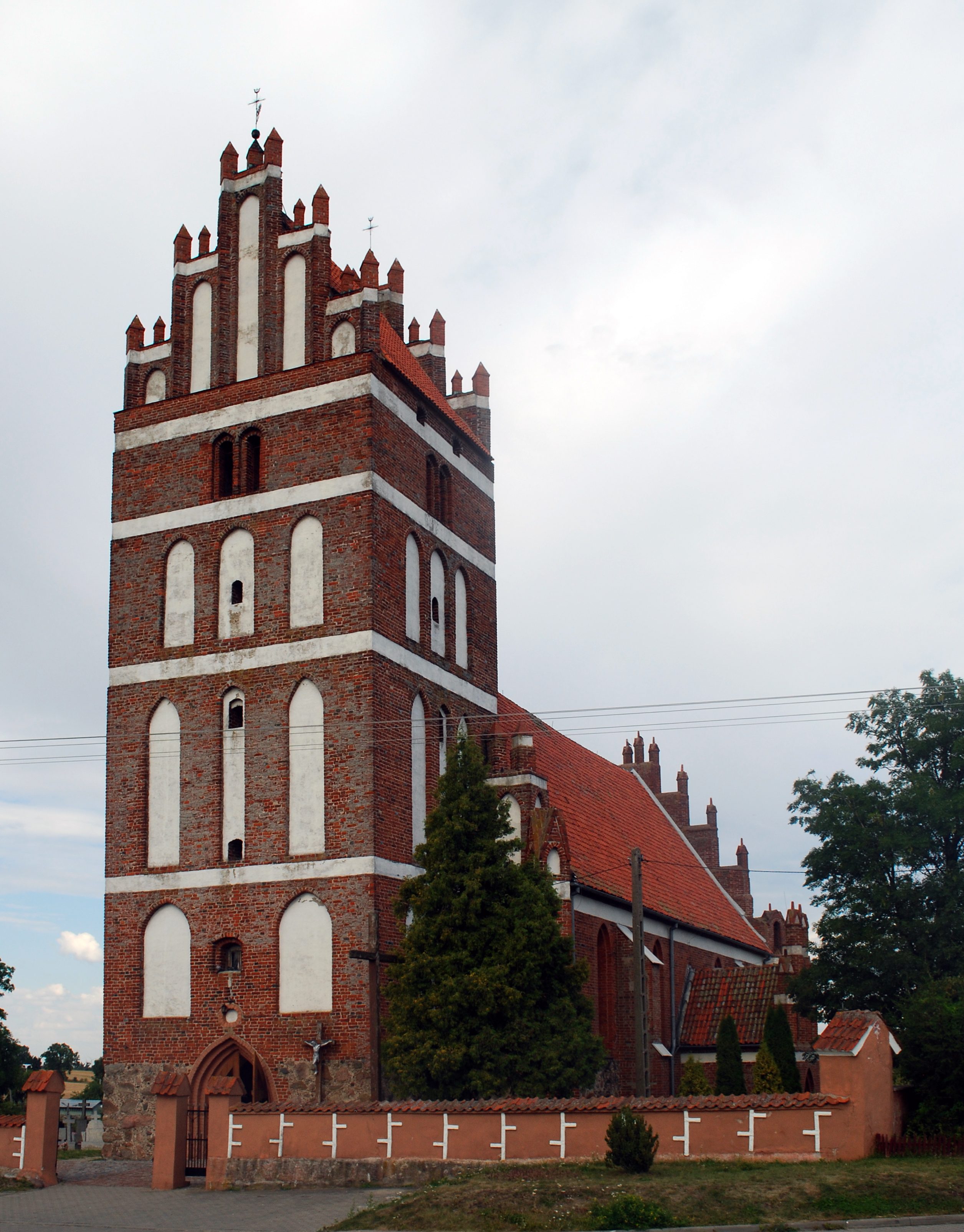
Dorfkirche, bis 1945 Gotteshaus der katholischen Pfarrgemeinde Santoppen

Im Jahre 1343 übereignete der ermländische Bischof Hermann von Prag den Ort Santoppen dem Domkapitel in Frauenburg (polnisch Frombork). Aus den Einnahmen finanzierte er den Bau und den Unterhalt des Frauenburger Doms. Seit dieser Zeit waren die Pfarrer in Santoppen traditionell Mitglieder des Domkapitels. Eingebettet in das Bistum Ermland folgten die Pfarrer in Santoppen nicht den Lehren der Reformation, sondern blieben ihrer römischen Kirche treu. So ist auch heute noch die Ortsgemeinde eine Pfarrgemeinde der polnischen katholischen Kirche.

### Katholische Kirche

#### Kirchengebäude
Die Dorfkirche mit ihrem ordenszeitlichen Turm fällt durch ihr langgestrecktes Kirchenschiff auf. Im Jahre 1343 wurde sie dem Hl. Jodokus geweiht. Erst 1884 wurden die Sakristei und die Vorhalle im Süden angebaut, während die Fenster von 1886 stammen. Bereits 1662 wurde die Wetterfahne angefertigt. 
Im Innern befindet sich eine bemalte Flachdecke. Die Kirchenausstattung stammt vornehmlich aus dem 18. Jahrhundert: so der wohl von Christian Bernhard Schmidt 1780 angefertigte Hochaltar, die Kanzel von 1701, der Taufstein um 1760 oder die Orgelempore um 1770. Die aus 1510 stammenden vier Flügel des Jodokus-Altars zählen zu den kostbaren ermländischen Kunstschätzen. Sie befinden sich heute im Museum in Olsztyn (Allenstein). 1945 wurde das Kirchengebäude zugunsten der Römisch-katholischen Kirche in Polen zwangsenteignet.

#### Pfarrgemeinde
Zur Pfarrgemeinde Sątopy gehört die Filialkirche Sątopy-Samulewo (deutsch Bischdorf). Schon vor 1945 war dieser Ort nach Santoppen eingegliedert, zusammen mit mehr als zehn Dörfern, Orten und Wohnplätzen, die den Pfarreibezirk auch heute noch ausmachen. Die Pfarrei gehört zum Dekanat Reszel innerhalb des heutigen Erzsbistums Ermland.

### Evangelische Kirche
Evangelischerseits besteht in Sątopy keine eigene Kirchengemeinde. Bis 1945 war der Ort in das Kirchspiel Bischofstein  in der Kirchenprovinz Ostpreußen der Kirche der Altpreußischen Union integriert. Die evangelischen Einwohner orientieren sich heute nach Bartoszyce (Bartenstein), das eine Filialgemeinde der Pfarrei in Kętrzyn (Rastenburg) darstellt. Diese ist Teil der Diözese Masuren der Evangelisch-Augsburgischen Kirche in Polen.

## Verkehr
Die Ortschaft liegt an der Woiwodschaftsstraße 594, die die Städte Bisztynek (Bischofstein), Reszel (Rößel) und Kętrzyn (Rastenburg) miteinander verbindet. Außerdem besteht über Nebenstraßen Anschluss an die Region. 
Die nächste Bahnstation ist Sątopy-Samulewo (bis 1945: „Bischdorf (Ostpr.)“) an der Bahnstrecke Toruń–Tschernjachowsk (deutsch Thorn–Insterburg), die heute jedoch nicht mehr bis in die russische Oblast Kaliningrad („Gebiet Königsberg“), sondern nur noch bis in die Stadt Korsze (Korschen) führt.